# Leonard Gray
Leonard Earl Gray (Kansas City, 19 dicembre 1951 – Brown Mills, 13 giugno 2006) è stato un cestista statunitense, professionista nella NBA.

## Carriera
Venne selezionato dagli Atlanta Hawks al terzo giro del Draft NBA 1973 (45ª scelta assoluta) e dai Seattle SuperSonics al secondo giro del Draft NBA 1974 (26ª scelta assoluta).